# Phylica ericoides
Phylica ericoides es una especie de arbusto de la familia Rhamnaceae.

## Descripción
Es un arbusto que alcanza un tamaño de 1 m de altura, muy ramificado y compacto; con ramillas grises pubescentes, las hojas dispuestas en espiral, con forma de aguja, de 5-8 mm de largo, estrechamente revolutas, las flores en cabezuelas densas, pequeñas de color blanco. El fruto es una cápsula obovoides, 4 mm de largo.

## Distribución y hábitat
Se encuentra en las grietas de las rocas, a una altitud de menos de 2000 metros en Sudáfrica.

## Taxonomía
Phylica ericoides fue descrita por Carlos Linneo y publicado en Species Plantarum 1: 195, en el año 1753.